# Кінга Дуда
Кінга Дуда (пол. Kinga Duda; нар. 21 листопада 1995, м. Краків, Польща) — польська правниця, громадсько-політична діячка. Дочка президента Польщі Анджея Дуди та Агати Корнхаузер-Дуди.

## Життєпис
Кінга Дуда народилася 21 листопада 1995 в місті Кракові Польщі.
Закінчила юридичний факультет Ягайлонського університету (2019, магістр права), курси американського права в Католицькому університеті Америки у Вашингтоні. Під час навчання була головою Наукового товариства цивільного судочинства при TBSP Ягайлонського університету.
Працювала:
- в юридичній фірмі «Maruta Wachta» (м. Варшава, 2019—2020);
- в Європейському парламенті;
- радницею з соціальних питань президента Польщі (2020)[2].

У березні 2018 року стала представницею Ягайлонського університету у фіналі міжнародного юридичного конкурсу у Відні. Також Кінга Дуда разом з двома іншими студентами представляла університет на престижному міжнародному юридичному конкурсі в Мадриді, де отримала нагороди «Кращий респондент» і «Третя найкраща команда».
У 2020 році висловила незгоду з рішенням Конституційного трибуналу у справі про обмеження абортів.
Учасниця численних міжнародних конкурсів в галузі альтернативного вирішення суперечок (ADR).
Вільно розмовляє англійською мовою і вивчає німецьку мову.